# Matthijs Röling

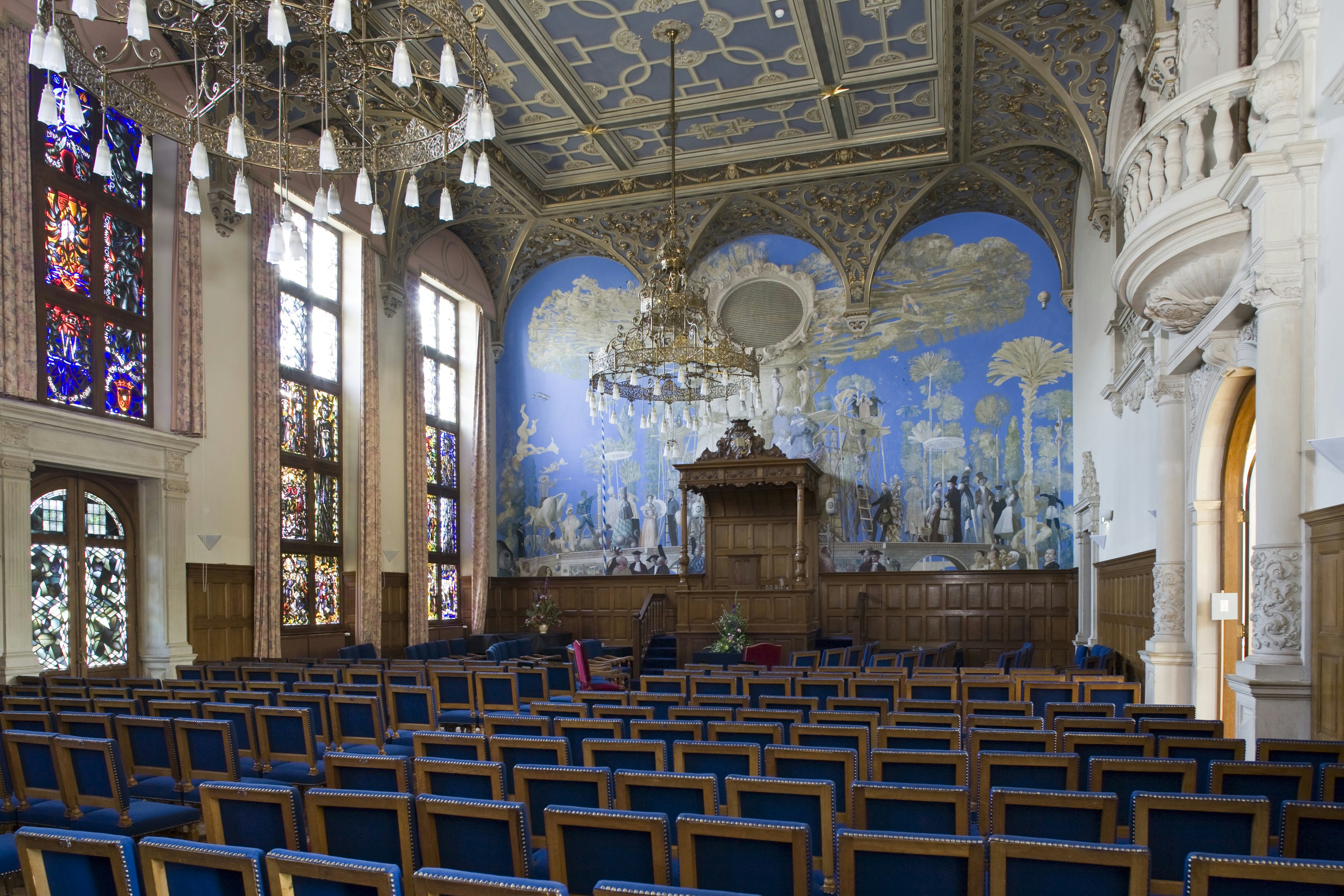
De boom der kennis (1987), Academiegebouw Groningen

Matthijs Röling (Oostkapelle, 31 maart 1943 – Ezinge, 10 juli 2024) was een Nederlands kunstschilder. Hij wordt beschouwd als geestverwant van de derde generatie van de Groep van de figuratieve abstractie, bij afkorting 'De Groep' genaamd. Röling wordt gerekend tot de grootste figuratieve kunstschilders in Nederland.
Röling volgde zijn opleiding vanaf 1960 aan de Koninklijke Academie te Den Haag en daarna aan de Rijksakademie van Amsterdam. Zijn eerste museale tentoonstelling vond plaats in 1965 in het Drents Museum te Assen. In 1972 werd hij docent aan de Academie Minerva te Groningen, waar hij onder andere les gaf aan Pieter Pander, Douwe Elias en Jan van der Kooi. Daarnaast gaf Röling les aan de Klassieke Academie te Groningen.
Zijn artistieke doorbraak kwam in 1976 met een serie stillevens genaamd kastjes. In 1983 vervaardigde hij zijn eerste grote wandschildering in het Nijsinghhuis in Eelde.
Samen met Wout Muller stond hij in Groningen aan de wieg van het Noordelijk realisme. Zo maakte hij samen met Muller in 1987 de muurschildering De boom der kennis in de aula van het Academiegebouw van de Rijksuniversiteit Groningen. Rechts beneden op de schildering zijn de gezichten van prof.mr. B.V.A. Röling (de vader van Matthijs) en prof.dr. H.W. van Os (initiatiefnemer voor de muurschildering) te herkennen.
Het Drents Museum bezit een aantal schetsboeken van Röling en krijgt in de toekomst ook vele schilderijen.

## Privéleven
Röling had vier kinderen. Hij had een jarenlange relatie met de dichteres, schrijfster en tekenares Fritzi Harmsen van Beek. De schilder was een neef van kunstenares Marte Röling. 
Matthijs Röling overleed 10 juli 2024 als 81-jarige op een zelfgekozen tijdstip. Hij werd begraven op de Algemene Begraafplaats te Ezinge.

## Prijzen en onderscheidingen
- 1994 Amsterdamse Prijs voor de Kunst.[15][16]
- 2005 Sacha Tanja Penning voor Nederlandse Figuratieve Kunst.[17]
- 2011 Ridder in de Orde van de Nederlandse Leeuw.[1]

## Exposities (selectie)
- 1993: Galerie Mokum, Amsterdam[10]
- 1997: Museum de Buitenplaats, Eelde[11]
- 2005: Drents Museum, Assen[18] en in het toenmalige Frisia Museum in Spanbroek.[3]
- 2008: Marie Tak van Poortvliet Museum, Domburg[6]
- 2014: Museum Martena, Franeker, Kunstenaars kiezen kunstenaars, samen met onder anderen Martin Tissing, Jan van der Kooi en Hetty de Wette.[19]
- 2023: Museum Wierdenland, Ezinge: Binnen kijken bij Matthijs Röling